# Peder Sørensen
Pour les articles homonymes, voir Sørensen.
Peder Sørensen est un médecin et alchimiste danois, né vers 1540 à Ribe au Danemark et mort le 28 juillet 1602. Il est le plus souvent connu sous son nom latin, Petrus Severinus, parfois appelé Pierre Severini ou Pierre Severin.
Il est l'un des premiers disciples de Paracelse (1493-1541), parmi les plus brillants. Son œuvre principale Idea Medicinæ Philosophicæ (1571), introduction claire permettant de comprendre Paracelse, est un ouvrage de référence pour les médecins partisans d'une médecine « chymique » (iatrochimie)  opposée au galénisme, 

## Biographie
Peder Sørensen, plus connu sous son nom de Petrus Severinus, est né dans la ville Danoise de Ribe sur la côte ouest du Jutland vers 1542 ou 1540. Ces deux années sont citées dans les textes du XVIIe siècle.
Ribe était une ville florissante du fait de son importance commerciale : c'était un port assurant le commerce régulier entre la Hollande, l'Angleterre, et la côte frisonne. Avec sa cathédrale, Ribe était aussi un des centres administratifs les plus importants du Danemark au XVIe siècle.
Les parents de Severinus, probablement prospères, avaient une bonne position, et comme d'autres enfants de ce milieu, Severinus fut éduqué dans l'école latine de la cathédrale de Ribe, puis à l'université de Copenhague où il apprit les Belles-Lettres. 
Après la Réforme, la hiérarchie catholique est remplacée par des maitres Luthériens et des administrateurs, mais le curriculum change peu. La cathédrale de Ribe est ainsi administrée par des grands humanistes reformés du XVIe et XVIIe siècles, comme Hans Tausen (1494-1561), Peder Jensen Hegelund (da) (1542-1614) et Jens Dinesen Jersin (da) (1588-1634). Severinus reçoit la meilleure éducation disponible au Danemark de cette époque.
Élève brillant, il se fait remarquer par la précocité de ses talents : avant l'âge de 20 ans, il enseigne la poésie à Copenhague et devient docteur ès Arts en 1563.
Il voyage ensuite en France, en Suisse, en Italie et en Allemagne pour se perfectionner entre autres à l'Université de Padoue et à l'université de Wittemberg: il étudie les sciences naturelles (« physique ») et la médecine, notamment en suivant les plus grands médecins d'Allemagne. En 1571, il obtient son doctorat en médecine à la Faculté de Paris,.
Après son dernier retour définitif au Danemark, il est nommé médecin du roi Frédéric II, et en 1588 celui de son fils Christian IV. Severinus rend aussi service aux habitants de Copenhague, et il meurt victime de son devoir en 1602 lors d'une épidémie de peste.

## Travaux

### Contexte
À partir du XVe siècle, le courant humaniste de la renaissance se traduit en médecine par un renouveau du Galénisme. Les médecins universitaires ont  accès aux textes médicaux de l'antiquité classique traduits directement des originaux grecs, libérés des commentaires médiévaux des versions latines traduites des versions arabes. Ils sont convaincus de disposer d'une « nouvelle médecine » qui est en fait celle des anciens (retour aux sources).
Cependant, les humanistes de la renaissance retrouvent aussi les textes d'inspiration platonicienne, offrant une vision du monde très différente de l'aristotélisme de la scolastique médiévale ; un nouveau courant hermétiste apparait dont la figure principale est Marsile Ficin. En médecine, le néoplatonisme offre une autre vision du monde, plus mystique que logique, fondée sur les analogies et correspondances entre le macrocosme et le microcosme.
Cette nouvelle vision pouvait se conformer aux vérités religieuses, facteur très important de subversion au moment de la Réforme. La Création est conçue  comme un processus alchimique ou « chymique », de même pour le fonctionnement des organes, de la santé et de la maladie. La nature est un livre qu'il faut savoir interpréter pour en dévoiler les secrets. L'alchimie, ici, n'est pas tant la transmutation des métaux, que l'extraction de ce qui fait l'essentiel de chaque chose. La grande figure fondatrice de ce mouvement médical est Paracelse qui publia peu de son vivant en écrivant beaucoup de  textes difficiles à lire,.
Dans ce cadre, Severinus apparait comme un des premiers disciples de Paracelse. Membre de l’élite intellectuelle du Danemark, il fut un contemporain et un associé personnel de Tycho Brahe qui lui aussi est associé à l'évolution de la chimie durant le XVIIe siècle. La chimie devient universitaire en entrant dans le programme des études médicales grâce à l'influence des médecins chimistes des cours d'Europe. 
Les appointements de Severinus comme médecin royal lui conféraient statut et autorité pour son travail et ses opinions exposées dans son ouvrage majeur Idea medicinæ philosophicæ. 

### Idea medicinæ philosophicæ
Publié en 1571, l'ouvrage est réédité en 1616 et 1660. Severinus réussit à présenter la doctrine de Paracelse de façon compréhensible, claire et ordonnée, c'est une œuvre de référence pour les savants européens du XVIIe siècle. Daniel Sennert, un professeur à Wittenberg écrivit en 1619 que la plupart des médecins chimistes suivaient l'enseignement de Severinus et même se référaient « l'école de Severinus » pour la théorie médicale, qui était basée sur la philosophie de Paracelse.
Severinus dresse d'abord un constat critique de l'échec de la médecine galénique contre les nouvelles maladies qui ravagent l'Europe de son temps. En disciple de Paracelse, Severinus rejette la théorie humorale et la croyance que les qualités contraires guérissent, il accepte les relations d'analogie entre l'Homme et la nature, la théorie des signatures, et la guérison du semblable par le semblable.
 

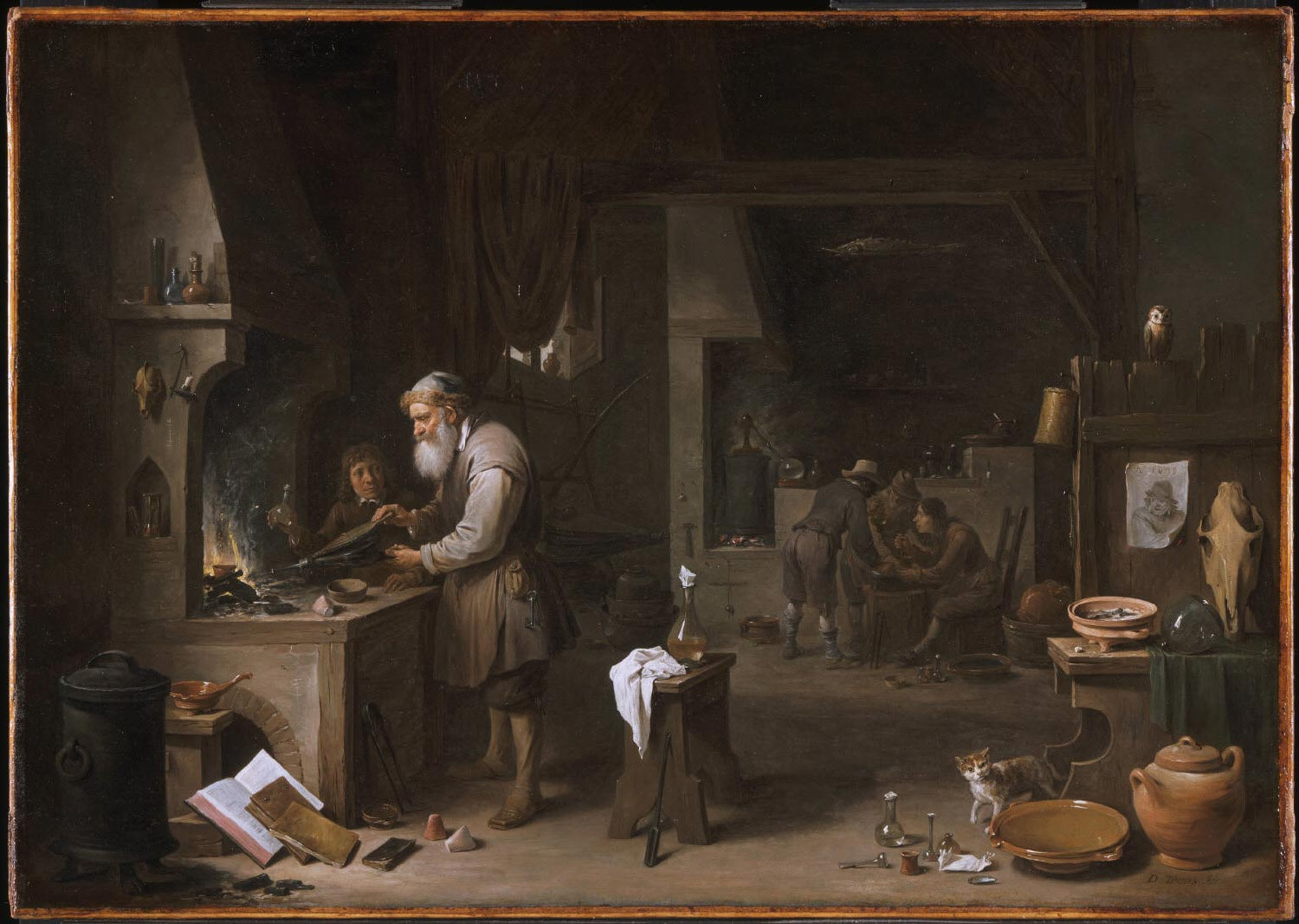
L'alchimiste (1649) par David Teniers le Jeune.

Severinus encourage son lecteur à trouver lui-même la vérité, car le vrai médecin ne peut faire confiance aux livres des Anciens :
Vends ton terrain, tes maisons, tes habits et tes bijoux. Brûle tes livres. En revanche, achète des souliers solides, voyage dans les montagnes, explore les vallées, les déserts, les plages de la mer et les dépressions les plus profondes de la terre. Note soigneusement les différences entre les animaux, les différences entre les plantes, les minéraux, note les propriétés et l'origine de toute chose qui existe. N'aie pas honte d'étudier avec application l'astronomie et la philosophie terrestre des paysans.

Enfin, achète du charbon, construit des fours, travaille inlassablement avec le feu. C'est seulement de cette manière que tu parviendras à la connaissance des choses et de leurs propriétés. (Idea medicinæ philosophicæ, 3e ed, 1660, p. 39).
Severinus développe l'idée vitaliste de Paracelse (1493-1541) sur la « vie minérale » en faisant une synthèse avec le concept neoplatonicien de « semence ». Pour Paracelse, la semence primordiale est le Fiat chrétien d'où dérive toutes les autres semences, dont la semence astrale qui féconde la terre et fait croître les minerais au sein de la terre. Severinus refonde ce concept de semence dans le cadre du néoplatonisme de Marsile Ficin. Il invoque des raisons séminales dans les changements chimiques du monde physique. En médecine, des agents invisibles, les semina morborum, sont les causes des maladies,. 
Severinus cherche à montrer la supériorité de Paracelse sur Galien. La faillite de Galien, auteur païen, tient à sa fascination pour la logique d'Aristote, à sa volonté de fonder la médecine comme une géométrie, alors que la création du monde relève d'une séparation chimique par mystique du nombre où Dieu a créé « toute chose en nombre, poids et mesure », ce qui était plus conforme à l'expérience comme aux Saintes Écritures ,. 

### Violentes disputes
Cette première défense théorique argumentée de Paracelse retentit dans toute l'Europe, bien au delà du Danemark. Jusqu'alors la chimie ou l'alchimie des eaux minérales ou la distillation des plantes pour un nombre limité de remèdes n'était pas une menace pour les autorités médicales. Paracelse n'attirait pas l'attention de son vivant. C'est après 1560, lorsque ses textes commencent à être publiés, et surtout en 1571 avec la présentation de Idea medicinæ philosophicæ que les querelles s'enveniment,.

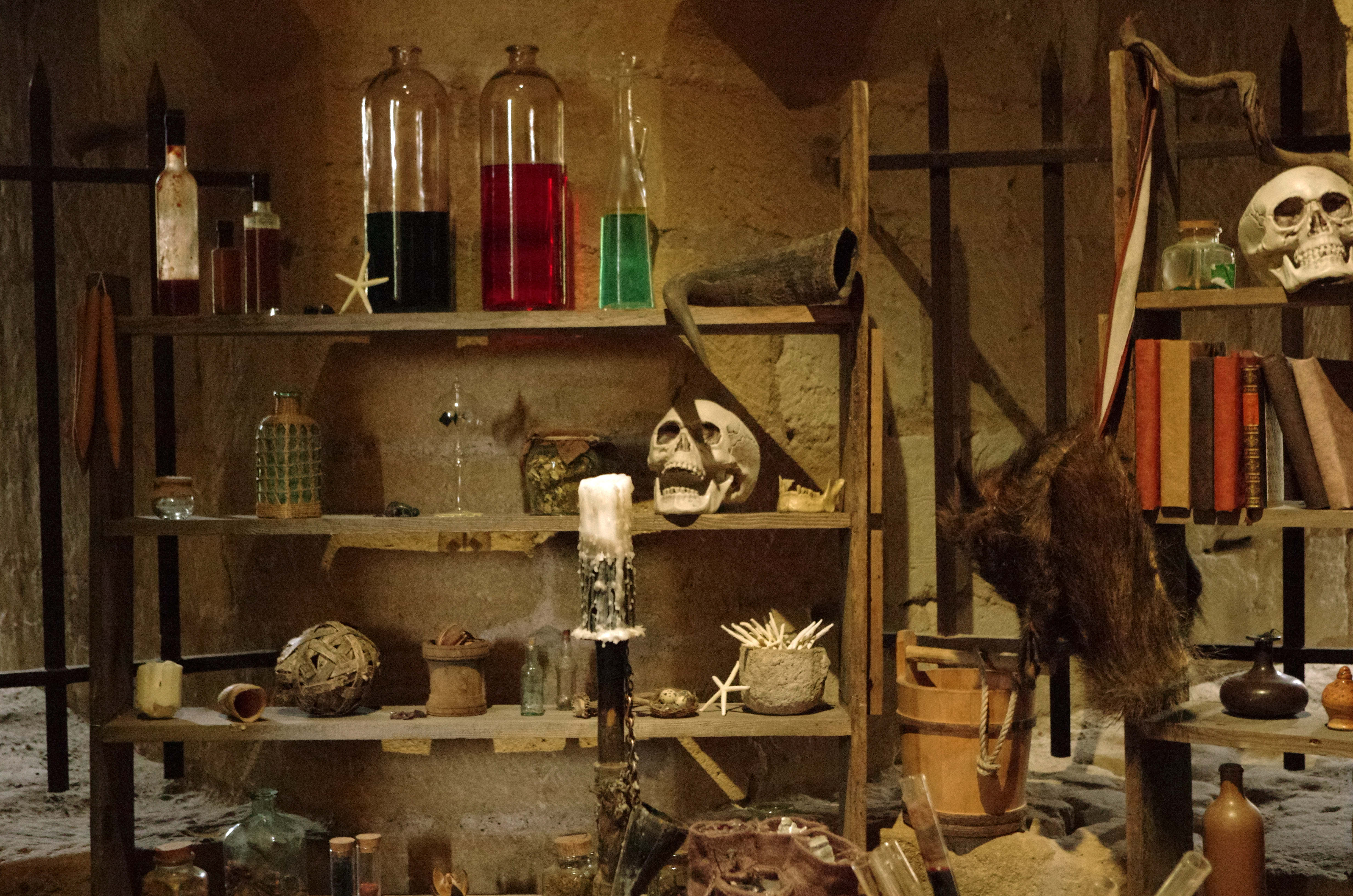
Le cabinet d'alchimie, forteresse royale de Chinon.

Entre 1572 et 1574, le médecin suisse allemand Thomas Erastus, professeur à Heidelberg, publie une charge en quatre volumes intitulée  Disputationes de medicina nova Philippi Paracelsi. La nouvelle doctrine médicale est accusée de sorcellerie, d'astrologie, d'utilisation d'amulettes. Paracelse est accusé de magie et d'être un charlatan dangereux : plus qu'un médecin hérétique il est directement inspiré par le Diable, alors que la théorie humorale est une gloire de l'Antiquité qui ne saurait être remplacée par l'utilisation de poisons métalliques ou minéraux. 
Cette dispute divise toute l'Europe, avec l'apparition d'un courant conciliateur essayant de montrer que les deux médecines pouvaient être utilisées ensemble et que les quatre éléments de Galien peuvent s'accorder avec les trois principes de Paracelse. Le principal représentant de ce courant est Guinter d'Andernach (1505-1575) qui publie De medicina veteri et noua tum cognoscenda tum faciunda commentarii duo (1571).
En France, la dispute est particulièrement violente opposant les médecins chimistes, proches du Roi, aux médecins galénistes de la Faculté de Paris, sur fond de guerre de religion. La querelle porte sur les médicaments chimiques, notamment l'antimoine, en durant près d'un siècle.
Au Danemark et en Allemagne, la dispute se déroule sur fond d'opposition entre calvinistes et luthériens. Intimidé, Severinus n'aurait pas répondu aux attaques des anti-paracelsiens par crainte de persécutions religieuses.
Au milieu du XVIIe siècle, la médecine chimique est présente dans tous les pays d'Europe, les principaux foyers se trouvant en Allemagne, en Suisse et en Angleterre. La doctrine paracelsienne est publiée en arabe dans l'Empire ottoman dès avant 1640,.
Des historiens actuels, comme Jole Shackelford et Hiro Hirai, affirment que Severinus est un prédécesseur important de Jean-Baptiste Van Helmont comme de Pierre Gassendi.

## Publications
- Idea medicinae philosophicae, fundamenta continens totius doctrinae Paracelsicae, Hippocraticae et Galenicae. Bâle 1571 ; Erfurt 1616 ; La Haye 1660 et 1668 ; Rotterdam 1668[3],[18].
- Epistola scripta Theophrasto Paracelso, in qua ratio ordinis et nominum, adeoque totius philosophiae adeptae methodus ostenditur. Bâle, 1572[3],[18].